# Gamachorutes verrucosus
Genre
Espèce
Gamachorutes verrucosus, unique représentant du genre Gamachorutes, est une espèce de collemboles de la famille des Neanuridae.

## Distribution
Cette espèce se rencontre en Espagne et au Portugal.

## Publication originale
- Cassagnau, 1978 : Un nouveau genre de collembole Neanuridae du sud de la Péninsule ibérique: Gamachorutes n. g. Bulletin de la Société d'Histoire Naturelle de Toulouse, vol. 114, no 1/2, p. 17-26.